# Hönshirs
Hönshirs (Echinochloa crus-galli) är en växtart i familjen gräs, dessutom är hönshirs ett annuellt tropiskt C4-gräs. Den kommer ursprungligen från den tropiska delen av Asien och räknades tidigare till släktet vipphirser. Hönshirs räknas som ett av världens värsta ogräs. Det kan drastiskt minska skördenivåerna av olika grödor, bland annat genom att konkurrera kraftigt om markkvävet. Den höga nitratnivån som hönshirsen bygger upp kan vara giftig för betande djur. Hönshirs är också värd åt flera växtvirussjukdomar. Stora populationer försvårar skörden. Fröhuvudena har ett distinkt utseende, ofta lilaaktiga, med stora hirslika frön i täta vippor. Fröproduktionen är stor, varje individ kan producera upp till 40 000 frön per år. Vatten, maskiner, fåglar, insekter och andra djur kan sprida hönshirsens frön, men den vanligaste spridningsmetoden är troligtvis förorenat utsäde.

## Beskrivning

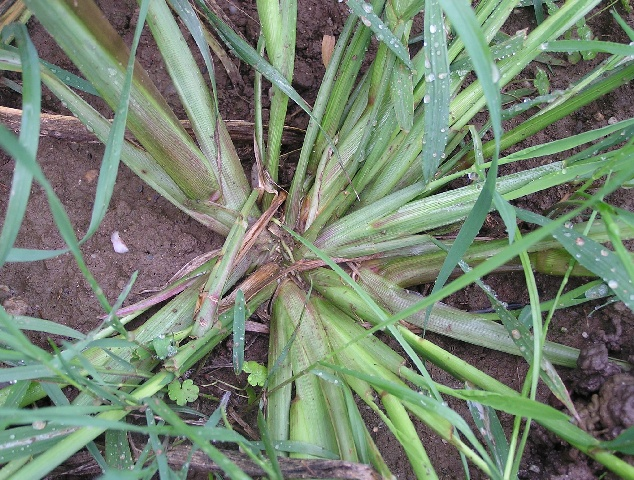

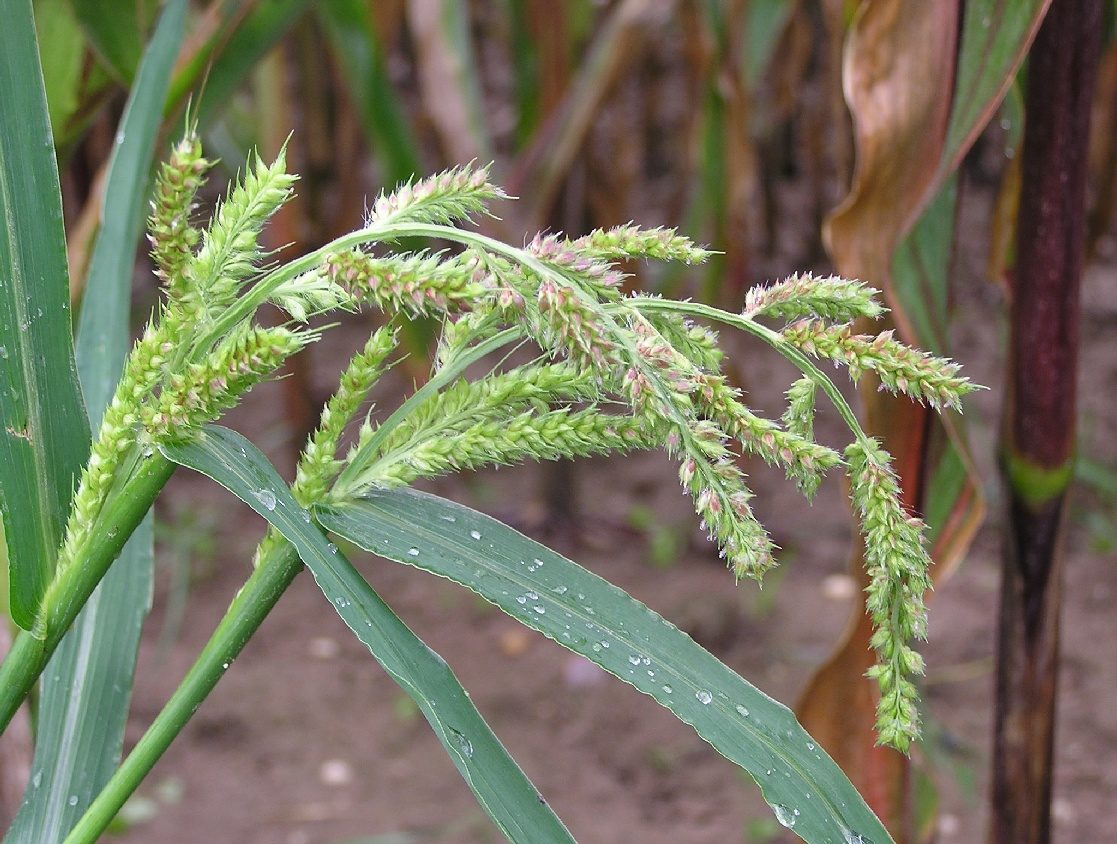

Hönshirs är ett mångformat ettårigt gräs som växer i tuvor. Stråna är platta vid basen och de flesta är upprätta, men strån kan sträcka sig över marken. De är sträva, rätt tjocka och högväxande, 0,8-1,5 m.
Långa platta blad som ofta är lilafärgade vid basen. Bladen är platta och hårlösa med sträv kant, 30–50 cm långa och 1–2 cm breda. Inget snärp. Bladslidan kal, nedre delen ofta rödaktig. Blomställningen består av vippor, 8–30 cm långa, grön eller lila; upprepat greniga med 5 cm långa grenar. Småax 3–5 mm långa, tätt ordnade på grenarna. Blomning och frömognad i augusti-oktober; upp till 40 000 frön per planta.
I Sverige finns endast en annan art av Echinochloa, kycklinghirs (E. colona). Den särskiljs från hönshirs då den har en enkelt grenig vippa som är mer kompakt, smalare blad, samt ytteragnar med kort udd.

## Utbredning
Hönshirs är vanligt i de tropiska delarna av Asien och Afrika. Hönshirs växer på alla typer av jordbruksmark, längs vägkanter, diken, järnvägsspår, grustag och soptippar. Den kan också växa vid vattendrag, sjöar och dammar. Arten anses vara invasiv i nordamerika där den finns i hela kontinentala USA, samt södra Kanada (från British Columbia till Newfoundland).
I Sverige så kunde hönshirs betraktas som ett fortfarande sällsynt gräs runt 2005, och kunde då påträffas på soptippar, åkrar och annan kulturmark. Växtrådgivare i de södra delarna av Sverige har dock upplevt att förekomsten av hönshirs i odlingslandskapet har ökat kraftigt och är allmänt utbredd i Skåne, Blekinge, Halland, Öland och Gotland. Den stora ökningen av hönshirs kan sammankopplas med klimatförändringar och med de grödor som odlas i de ovannämnda regionerna, nämligen potatis, sockerbetor, och majs - som alla också är radsådda grödor.

## Ekologi
Anpassad till nästan alla typer av fuktig mark och växer ofta i vatten. Är framgångsrik i tempererade områden, men klarar sig bäst där genomsnittstemperaturen är runt 14-16 °C. Begränsas inte av markens pH. Hönshirsens konkurrenskraftiga egenskaper härstammar ifrån dess förmåga att kunna anpassa sin tillväxt efter de rådande förutsättningarna för att fullgöra sin livscykel, oavsett om det exempelvis är mer fuktiga, eller mer torra klimat dock behöver hönshirs en dygnsmedeltemperatur på minst 12°C för att bilda nya frön.  
De frön som hönshirs producerar har även en viss frövila, vilket innebär att det kan bildas stora fröbanker i jorden . Detta leder i sin tur till att hönshirsen snabbt etablerar sig på en given plats när den väl har bildat frön. För att dessa frön ska kunna gro behöver fröna en marktemperatur på ca. 14-15°C, jordbruksverket har gjort olika prognoser för just hönshirs och man har sett att ogräset lyckats sprida sig allt längre norrut och att skördeförluster orsakas av hönshirs blir allt vanligare. Den ökade spridningen hos hönshirs grundar sig delvis i ett allt varmare klimat.

## Bekämpning
Bekämpning av hönshirs är vanligt inom jordbruk jorden runt, men bekämpningen måste i sig vara ekonomiskt försvarbar om den ska anses vara effektiv. På senare tid har det också visat sig att hönshirs har bildat resistens mot de flesta herbicider; hönshirs har utvecklat både "target-site" resistens såväl som "non-target-site" resistens, detta medför att odlingsföretag och bönder bör undersöka ifall det finns mer hållbara metoder för att bekämpa hönshirs som samtidigt kan bevara det agrara odlingslandskapet. 

### Indirekt bekämpning & förebyggande åtgärder
Indirekta bekämpningsåtgärder innefattar att odlaren har en god växtföljd som missgynnar uppförökningen av hönshirs, exempelvis kan höstsådda grödor konkurrera kraftigt med hönshirs. Växtodlare kan även se till att de använder utsäde som har rensats ifrån frön av hönshirs (det är dock inte vanligt förekommande att hönshirs sprids via utsäde), för att minska risken att hönshirs etablerar sig på fält och åkrar där ogräset inte tidigare har hittats - på samma sätt hjälper det med att rengöra maskiner och verktyg mellan körningar på olika fält. Allelopati har även visat sig vara ett effektivt sätt att kontrollera hönshirs på, men området behöver utforskas vidare. 

### Direkt bekämpning
Vid behov kan användningen av direkta bekämpningsåtgärder vara aktuell för att minska populationen av hönshirs på fält och åkrar - detta innefattar mekanisk bekämpning, kemisk bekämpning, och biologisk bekämpning. Kemisk bekämpning bör ske så sent som möjligt då fler frön har grott. Kemisk bekämpning är ett stort problem i havreodlingar då det inte finns några godkända substanser i Sverige .

## Användning
Används som foder och odlas ibland för detta syfte. Fungerar som ensilage, men inte som hö . Växten äts ibland av människor i brist på annan föda. De unga skotten kan ätas som grönsaker och rostade frön kan användas som kaffesubstitut. Hönshirs påstås även kunna användas mot många olika sjukdomar.
Kan användas för att restaurera basisk eller saltrik mark .

## Sjukdomar

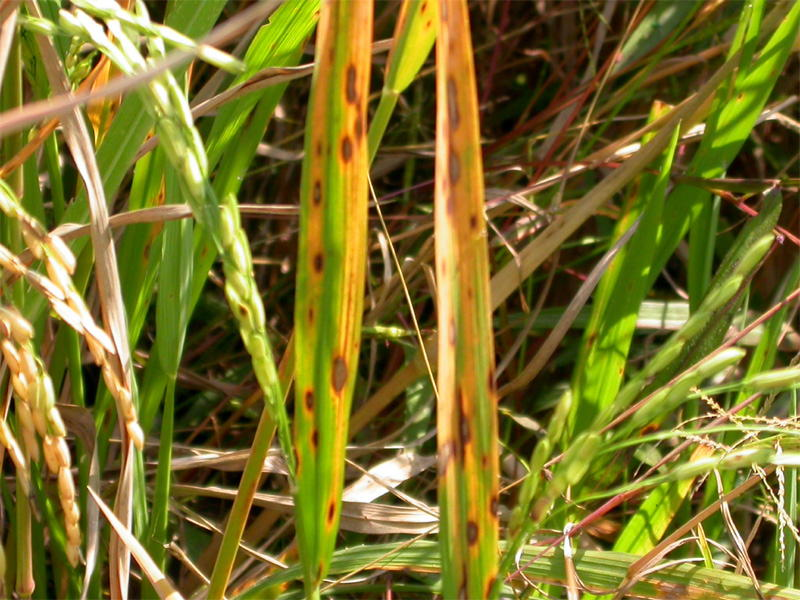
Angrepp av Bipolaris oryzae

Angrips av Bipolaris oryzae.